# Lista decanilor Facultății de Medicină a Universității de Medicină și Farmacie „Grigore T. Popa” din Iași
Această listă prezintă decanii Facultății de Medicină din Iași de la înființarea sa până în prezent.

## Scurt istoric al Facultății
Facultatea de Medicină din Iași a făcut parte din Universitatea „Alexandru Ioan Cuza” din Iași de la înființarea sa, în 1879, și până în 1948. Din anul 1948, datorită reformei învățământului superior, Facultatea de Medicină se transformă în Institutul de Medicină și Farmacie din Iași, unitate de învățământ superior cu conducere proprie. Primul rector al acestei instituții a fost academicianul Vasile Rășcanu.
După 1990 titulatura acestei instituții de învățământ este schimbată, devenind Universitatea de Medicină și Farmacie „Grigore T. Popa” din Iași.

## Lista cronologică a decanilor Facultății de Medicină a Universității de Medicină și Farmacie „Grigore T. Popa” din Iași
| Nr.  | Universitate                                                                 | Debut de mandat     | Sfârșit de mandat   | Decan                             |  |
| ---- | ---------------------------------------------------------------------------- | ------------------- | ------------------- | --------------------------------- |  |
| 1    | Universitatea „Alexandru Ioan Cuza” din Iași                                 | 1879 31 octombrie   | 1881 13 noiembrie   | Leon Sculy Logothetides           |  |
| 2    | Universitatea „Alexandru Ioan Cuza” din Iași                                 | 1881 12 noiembrie   | 1890 14 martie      | Ioan Ciurea                       |  |
| 3    | Universitatea „Alexandru Ioan Cuza” din Iași                                 | 1890 martie         | 1892 30 noiembrie   | Eugen Rizu                        |  |
| 4    | Universitatea „Alexandru Ioan Cuza” din Iași                                 | 1892 17 decembrie   | 1900                | Ludovic Russ junior               |  |
| 5    | Universitatea „Alexandru Ioan Cuza” din Iași                                 | 1900                | 1902 (31 decembrie) | George Bogdan                     |  |
| 6    | Universitatea „Alexandru Ioan Cuza” din Iași                                 | 1903 (1 ianuarie)   | 1906                | Vasile Bejan                      |  |
| (5)  | Universitatea „Alexandru Ioan Cuza” din Iași                                 | 1906                | 1907                | George Bogdan (al doilea mandat)  |  |
| 7    | Universitatea „Alexandru Ioan Cuza” din Iași                                 | 1908                | 1912                | Gabriel Socor                     |  |
| 8    | Universitatea „Alexandru Ioan Cuza” din Iași                                 | 1912                | 1916                | Nicolae Leon                      |  |
| 9    | Universitatea „Alexandru Ioan Cuza” din Iași                                 | 1916                | 1919                | Vasile Negel                      |  |
| 10   | Universitatea „Alexandru Ioan Cuza” din Iași                                 | 1920                | 1922                | Constantin Bacaloglu              |  |
| 11   | Universitatea „Alexandru Ioan Cuza” din Iași                                 | 1923 (15 decembrie) | 1926 (30 noiembrie) | C.I. Parhon                       |  |
| 12   | Universitatea „Alexandru Ioan Cuza” din Iași                                 | 1926 (1 decembrie)  | 1930 (15 ianuarie)  | Mihai Ștefănescu-Galați           |  |
| 13   | Universitatea „Alexandru Ioan Cuza” din Iași                                 | 1930 (15 ianuarie)  | 1935 (15 ianuarie)  | Ion Tănăsescu                     |  |
| 14   | Universitatea „Alexandru Ioan Cuza” din Iași                                 | 1935 (15 ianuarie)  | 1938                | Ștefan Graçoski                   |  |
| 15   | Universitatea „Alexandru Ioan Cuza” din Iași                                 | 1938                | 1940                | Grigore T. Popa                   |  |
| 16   | Universitatea „Alexandru Ioan Cuza” din Iași                                 | 1940                | 1941                | Ioan Nubert                       |  |
| 17   | Universitatea „Alexandru Ioan Cuza” din Iași                                 | 1941                | 1942                | Alexandru Țupa                    |  |
| 18   | Universitatea „Alexandru Ioan Cuza” din Iași                                 | 1942                | 1944                | Gheorghe Tudoranu                 |  |
| (17) | Universitatea „Alexandru Ioan Cuza” din Iași                                 | 1944                | 1946                | Alexandru Țupa (al doilea mandat) |  |
| 19   | Universitatea „Alexandru Ioan Cuza” din Iași Institutul de Medicină din Iași | 1946                | 1948                | Vasile Rășcanu                    |  |
| 20   | Institutul de Medicină și Farmacie din Iași                                  | 1949                | 1950                | Vladimir Buțureanu                |  |
| 21   | Institutul de Medicină și Farmacie din Iași                                  | 1950                | 1953                | Nicolai Zaharia                   |  |
| 22   | Institutul de Medicină și Farmacie din Iași                                  | 1953                | 1965                | Constantin Strat                  |  |
| 23   | Institutul de Medicină și Farmacie din Iași                                  | 1965                | 1972                | Costinescu Nicolae                |  |
| 24   | Institutul de Medicină și Farmacie din Iași                                  | 1972                | 1976                | Ion Haulică                       |  |
| 25   | Institutul de Medicină și Farmacie din Iași                                  | 1976                | 1984                | Ioan Triandaf                     |  |
| 26   | Institutul de Medicină și Farmacie din Iași                                  | 1984                | 1988                | Constantin I. Negoiță             |  |
| 27   | Institutul de Medicină și Farmacie din Iași                                  | 1988                | 1990                | Petre P. Vancea                   |  |
| 28   | Institutul de Medicină și Farmacie din Iași                                  | 1990                | 1991                | Gabriel Ionescu                   |  |
| 29   | Universitatea de Medicină și Farmacie „Grigore T. Popa” din Iași             | 1992                | 1996                | Gabriel Ungureanu                 |  |
| 30   | Universitatea de Medicină și Farmacie „Grigore T. Popa” din Iași             | 1996                | 2004                | Valeriu Rusu                      |  |
| 31   | Universitatea de Medicină și Farmacie „Grigore T. Popa” din Iași             | 2004                | 2008                | Carol Stanciu                     |  |
| 32   | Universitatea de Medicină și Farmacie „Grigore T. Popa” din Iași             | 2008                | 2016                | Doina Azoicăi                     |  |
| 33   | Universitatea de Medicină și Farmacie „Grigore T. Popa” din Iași             | 2016                | 2024                | Ionela Lăcrămioara Șerban         |  |
| 34   | Universitatea de Medicină și Farmacie „Grigore T. Popa” din Iași             | 2024                | prezent             | Anton Knieling                    |  |